# Verenigde Staten van Oostenrijk
De vorming van de Verenigde Staten van Oostenrijk was een politiek idee uit 1906. De bedoeling was het keizerrijk Oostenrijk-Hongarije te hervormen onder de Habsburgse monarchie. Men wilde onder meer de verschillende volkeren een eigen deelstaat geven.
Hoewel kroonprins Frans Ferdinand nooit officieel in het besturen van de dubbelmonarchie Oostenrijk-Hongarije werd betrokken, werkte hij actief mee in de keizerlijke politiek. Na zijn troonsbestijging zou hij de naam Franz II aannemen.
Men wilde de modernisering van het militaire apparaat forceren om de dubbelmonarchie te hervormen, het zogenaamde trialisme.
De hervormingen zouden onder meer Kroatië, Bosnië en Dalmatië verenigen in één Kroatische deelstaat, dit tot ergernis van Servië, dat ambities had een verenigd Zuid-Slavisch koninkrijk onder Servische leiding te realiseren, inclusief de Oostenrijkse gebieden Kroatië, Bosnië, Dalmatië en Vojvodina.
Deze plannen zorgden derhalve voor Servische afkeer tegen Frans Ferdinand en de Habsburgers. Omgekeerd werd ook de afkeer van de Oostenrijk-Hongaarse burgers en adel tegen Servië groter. Iets waar de officiële kranten in die tijd graag over schreven was de agressieve opstelling van Servië. Een veel gehoorde leuze in Oostenrijk in die tijd was: „Serviërs moeten sterven”.
Aurel Popovici, een Roemeense politicus en jurist stelde in opdracht van Frans Ferdinand een plan op van het nieuwe staatsbestel, naar het voorbeeld van de Verenigde Staten van Amerika, de Verenigde Staten van Groot-Oostenrijk. Men noemde dit het trialisme.
In elk geval hadden deze plannen de staatsrechtelijke oplossing van de unie van Hongarije en Kroatië tot gevolg gehad, iets waar de Hongaren niet blij mee waren geweest. Maar Franz Ferdinand ontpopte zich daardoor wel tot een gevaarlijke tegenstander bij vele kringen van het hof, en jaagde de Hongaren en Serviërs tegen zich in het harnas. Ondanks zijn hervormingsplannen werd hij nooit een populair persoon, ook niet in eigen land en bij zijn oom, keizer Frans Jozef.
Het trialisme beoogde voor alle volksgroepen autonomie in de vorm van een eigen deelstaat met een eigen parlement. Bij de oude staatsinrichting waren er maar twee deelstaten, Cisleithanië (Oostenrijk) en Transleithanië (Hongarije). Het gebied Bosnië behoorde tot geen van de landsdelen en werd centraal bestuurd als bezet gebied (op de kaart buiten het rijk). Deze twee landsdelen bepaalden zelf de mate van autonomie van de lagere bestuurseenheden. De autonomie van de kroonlanden (de gebieden van Oostenrijks Cisleithanië) was overal erg beperkt.
In Hongaars Transleithanië was de situatie ingewikkelder; vóór de Ausgleich van 1867 was bijvoorbeeld Transsylvanië nog een gelijkberechtigd kroonland. (Alle gebieden, inclusief Hongarije, waren toen trouwens nog kroonland die direct onder de centrale regering stonden.) Na de Ausgleich werd de term kroonland in Hongarije afgeschaft. De Ausgleich had dus tot gevolg dat Transsylvanië bij Transleithanië werd ingedeeld. Prompt deelden de Hongaren Transsylvanië in bij het koninkrijk Hongarije, en niet als apart koninkrijk of vorstendom, zoals dat met Fiume en Kroatië en Slavonië wel gebeurde. Uiteraard tot groot ongenoegen van de daar wonende Roemenen. Ook werd er door de Hongaren weleens getornd aan de autonomie van de andere gebieden van Transleithanië, zoals die van Kroatië.
Aan deze situatie zouden de plannen van Frans Ferdinand een einde maken: de twee landsdelen én de kroonlanden en bestuurlijke gebieden van Transleithanië zouden vervangen worden door 15 deelstaten, met dezelfde bevoegdheden als de oude landsdelen Cisleithanië en Transleithanië. Dat dit idee werd toegejuicht door de verschillende volken, was duidelijk. Er waren echter ook tegenstanders, met verschillende redenen:
- Transleithanië oftewel het landsdeel Hongarije:[1] In dit landsdeel woonden Hongaren, Roemenen, en Slaven. Als al deze volken een eigen deelstaat zouden krijgen, zou Hongarije zeggenschap verliezen over meer dan 2/3 van zijn grondgebied.
- De adel: zij waren bang dat door de hervormingen de gewone man, immers via verkiezingen, meer macht zou krijgen. Dit ging ten koste van de invloed en macht van de adel. Frans Jozef, die ook voor een confederale staat was (hij zag de bui hangen als er niet snel werd ingegrepen), kreeg vooral tegenwerking van deze adel.